# دير مار إليان
كان دير القديس إيليان ديرًا سريانيًا كاثوليكيًا بالقرب من بلدة القريتين الواقعة بمحافظة حمص على طول الطريق التجاري الواصل بين مدينتي تدمر ودمشق. تم تدميره في 21 أغسطس 2015 من قبل مسلّحي تنظيم الدولة الإسلامية (داعش) خلال الحرب الأهلية السورية، الّذين يقومون بأعمال تخريب واسعة النطاق ضد التراث التاريخي. يضم دير القديس إيليان مقبرة من القرن الخامس وكان بمثابة موقع رئيسي للحج، خاصّة لأولئك الذين يبحثون عن علاج للأمراض الجسدية. تعود أجزاء من الدير، بما في ذلك الأُسُس، إلى فترة 1500 عام.

## الفن والعمارة
تم بناء دير القديس إيليان باستخدام حجارة مزيّنة بأنماط دائرية. وقد تميزت الكتابة على الجدران التي خلفها المصلّون من الأديان الأخرى، حيث تُلاحظ نقوشات مثل نجمة داود والنص العربي. يحمل المبنى أيضًا نقشًا يوضح أن الدير كان تحت حماية حاكم مسلم محلي، وهو الأمير سيف الدولة، مما يعكس صورة التعايش السلمي بين المسلمين والمسيحيين الذين عاشوا سويّةً في المنطقة منذ القرن الخامس عشر.
في أواخر ستّينيات القرن العشرين تم الكشف عن لوحات جداريّة كبيرة تحمل صورًا ليسوع ومريم العذراء وعدّ أنبياء. وفي عام 2005، بدأت أعمال ترميم بإشراف الكاهن الإيطالي باولو.
من خلال جهود التنقيب المختلفة على مدار القرن الحادي والعشرين، يُعتقد أن الهيكل الأصلي كان يتألف من جدران من الطين والطوب مع أعمدة بسيطة ومداخل تعلوها عتبات. اكتشف علماء الآثار أيضًا أيقونة كبيرة مجصّمة وقبر حجري في الموقع، يعتقد البعض أنه يحتوي على عظام مار إيليان نفسه.

## التاريخ

### التدمير من قبل داعش
أصدر داعش صوراً تُظهر هدم الدير. حيث كان التنظيم قد استولى على المنطقة في وقت سابق من شهر أغسطس، قام بحبس عدد من المدنيين المسيحيين. خُطف رئيس الدير جاك مراد على يد داعش في مايو 2015 وهربَ بعد 5 أشهر من الأسر. إذ أنّهُ ومهدّدٌ بالإعدام، فرّ من الأراضي التي يسيطر عليها داعش، تاركًا معظم أبناء طائفته. تمّت استعادة المنطقة المحيطة بالدير من قبل الجيش العربي السوري بعد طرد تنظيم داعش في أبريل 2016. وبعد ذلك تم استخراج التابوت الحجري الذي يحوي رفات القديس إليان، من تحت أنقاض الدير.